# Andrzej Ropelewski

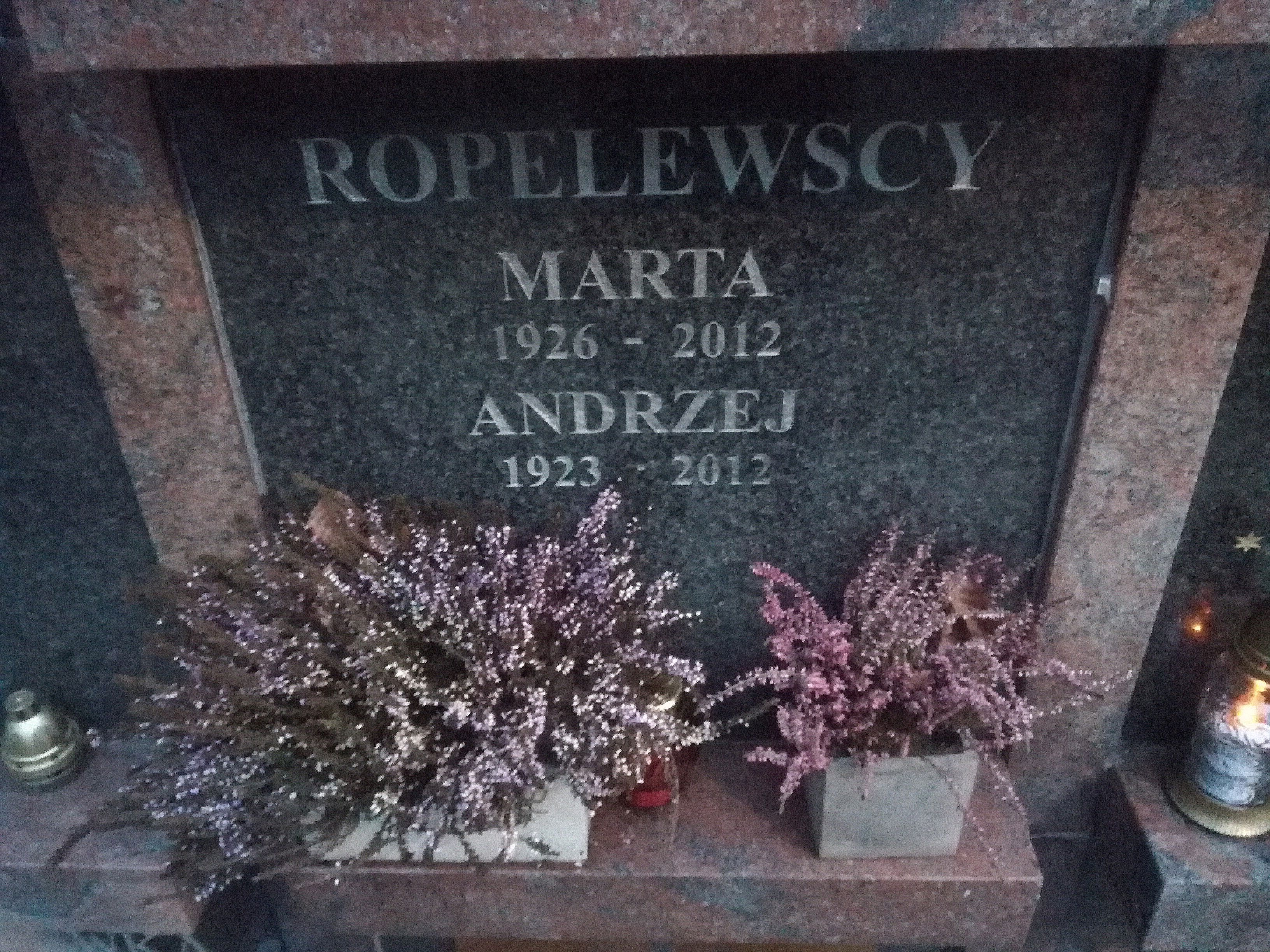
Grób profesora Andrzeja Ropelewskiego na cmentarzu Witomińskim

Andrzej Ryszard Ropelewski (ur. 14 października 1923 w Warszawie, zm. 12 czerwca 2012) – polski naukowiec, prof. dr hab. nauk ekonomicznych o specjalności ekonomika morskiego przemysłu rybnego, historia polskiego rybołówstwa morskiego.

## Życiorys
Urodził się 14 października 1923 roku w Warszawie. W 1946 roku podjął studia prawnicze na Uniwersytecie Warszawskim. Studia ukończył w 1949 roku i w tym samym roku rozpoczął pracę w Morskim Instytucie Rybackim (MIR) na stanowisku referendarza. Od 1954 roku był kierownikiem Ośrodka Dokumentacji Naukowo-Technicznej, od roku 1967 zastępcą dyrektora ds. naukowych, a w latach 1984–1987 dyrektorem MIR.
W 1960 r. obronił doktorat w Wyższej Szkole Ekonomicznej w Sopocie na podstawie pracy pt. Wieś rybacka Rewa. Stopień naukowy doktora habilitowanego, nadany przez Wyższą Szkołę Rolniczą w Szczecinie, uzyskał w 1967, a w roku 1974 otrzymał tytuł profesora nadzwyczajnego nauk przyrodniczych. W latach 1962–1970 był delegatem do Międzynarodowej Rady Badań Morza oraz członkiem Komitetu Badań Morza Polskiej Akademii Nauk.
Dorobek naukowy Andrzeja Ropelewskiego obejmuje ponad 300 pozycji, na które składają się publikacje naukowe oraz popularnonaukowe dotyczące m.in. historii rybołówstwa morskiego, polskiego podziemia w czasie II wojny światowej oraz historii i biologii ssaków bałtyckich. Najważniejszym dziełem w jego dorobku jest praca Wieś rybacka Rewa w Powiecie Puckim (wyd. Gdańskie Towarzystwo Naukowe, 1962).
Zmarł 12 czerwca 2012 roku, został pochowany w kolumbarium na cmentarzu Witomińskim (kwatera 90-3-5).

## Odznaczenia
- Krzyż Walecznych (1944)[2]
- Srebrny Krzyż Zasługi z Mieczami (1944)[2]
- Złoty Krzyż Zasługi (1971)[7]